# Caído del cielo
Out of the Blue (No Looking Back) (conocida en español como Caído del cielo, Sin nada que perder o Fuera de control) es una película dirigida en 1980 por Dennis Hopper, que también interpreta uno de los personajes principales. Aunque fue nominada para el festival de Cannes y el crítico Jonathan Rosenbaum la consideró una de las 15 mejores películas de los años 80, fracasó en taquilla.
Retrata a una adolescente punk (interpretada por Linda Manz), hija de dos personas a la deriva (Dennis Hopper y Sharon Farrell). El padre, según Dennis Hopper, "es en lo que se habría convertido el personaje de Easy Rider 10 años más tarde".
El título viene de la canción "My My, Hey Hey (Out of the Blue)", de Neil Young. Out of the Blue estuvo prohibida en el Reino Unido hasta 1987.

## Reparto
- Linda Manz – Cindy Barnes (Cebe)
- Dennis Hopper – Don Barnes
- Sharon Farrell – Kathy Barnes
- Don Gordon – Charlie
- Raymond Burr – Dr. Brean